# 世界の子どもにワクチンを 日本委員会
特定非営利活動法人 世界の子どもにワクチンを 日本委員会（せかいのこどもにワクチンをにほんいいんかい、Japan Committee, Vaccines for the World's Children, 略称：JCV）は、UNICEFと協力して途上国に子どもワクチン支援を行う民間の慈善団体。創立者は元内閣総理大臣細川護熙の妻細川佳代子である。
1993年にWHOやUNICEF、各国の代表が集まり京都で開催された子どもワクチン世界会議を踏まえ、1994年1月29日から活動を開始し、その後2006年7月1日に特定非営利活動法人格を取得。日本委員会という名称であるが、事務所があるのは日本のみである。これは、子どもワクチン世界会議での「年間300万人というポリオやはしかなどのワクチンで予防可能な感染症で亡くなる子ども達のため、ワクチンを途上国の子ども達に贈る民間団体を各国に設立する」という計画の名残である。
活動の目標は「予防可能な感染症で命をおとす子ども達が数多くいる開発途上国に、ワクチンを供給すること」。5歳未満の子ども向けのワクチン供与に特化した活動を行っていることが同法人の特徴である。
JCVによると、「1日約4,000人もの子どもたちが、予防可能な感染症にもかかわらず、ワクチンが行き届かないために5歳まで生きることができない」としている。

## 活動内容
ワクチンの確保と供与活動のほか、そのための募金や情報の収集・普及啓発など。また、ボランティア活動（インターンの受け入れ・ニュースレターの発送等）の支援および推進などを行っている。日本委員会では、特にミャンマー、ラオス、ブータン、バヌアツでのワクチン供与活動に力を入れている。
普及活動では、スペシャルサポーターを務める有名芸能人やスポーツ選手が無償で出演し、実際に募金やボランティア活動に参加してもらいつつ、知名度と活動内容の周知活動を図っているほか、1994年度から2007年度までACジャパン（旧：公共広告機構）の支援CMでも寄付やボランティア参加を呼びかけていた。2012年度・2013年度にも支援CMが放送された。

## 起用された有名人
- 竹下景子（俳優） - 2005年12月からワクチン大使として参画。2012年度のACジャパンのCMにナレーションで出演
- 和田毅（プロ野球福岡ソフトバンクホークス投手） - 2006年・2007年度の旧・公共広告機構のCMに出演（自らも寄付を行っている）
- 早見優（歌手・タレント） - JCVスペシャルサポーター
- 三國清三（洋食料理家） - （同上）
- 進藤奈邦子（医師・医学博士） - （同上）
- 鏡リュウジ（心理占星術研究家・翻訳家） - （同上）
- 安藤優子   (ニュースキャスター) - （同上）
- キャップ革命 ボトルマン - （同上）

## メディアへの出演

### 新聞
- 毎日新聞（2017年9月6日「だいあろ～ぐ 東京彩人記」）
- 産経新聞（2019年3月19日「TOKYOまち・ひと物語」）

### テレビ
- BS朝日（2022年6月30日「つながる絵本 for SDGs」#163）

## 受賞
- 2010年　第1回日本ファンドレイジング大賞
- 2020年　第54回 社会貢献者表彰